# Margaret Howe
Margaret Howe, född 11 maj 1958, är en friidrottare från Kanada. Hon deltog vid olympiska sommarspelen 1976.